# Assassin's Creed II
Assassin's Creed II é um jogo eletrônico de ação-aventura desenvolvido pela Ubisoft Montreal e publicado pela Ubisoft. Sendo a sequência de Assassin's Creed, ele foi lançado em 17 de novembro de 2009 na América do Norte e em regiões PAL para iPhone OS, PlayStation 3 e Xbox 360, no dia 9 de Março de 2010 para Microsoft Windows.
O jogo recebeu aclamação da crítica, com elogios feitos principalmente ao seu enredo, sua ambientação na Itália renascentista, melhorias feitas em relação ao primeiro jogo e ao carismático personagem principal, Ezio Auditore da Firenze. Assassin's Creed II vendeu cerca de 9 milhões de cópias, e foi o responsável por popularizar a franquia Assassin's Creed. O jogo é citado como sendo um dos melhores videogames de todos os tempos.
No dia 15 de Novembro de 2016 Assassin's Creed II, junto de Assassin's Creed: Brotherhood e Assassin's Creed Revelations foram lançados para PlayStation 4 e Xbox One, no pacote Assassin's Creed The Ezio Collection.

## Jogabilidade

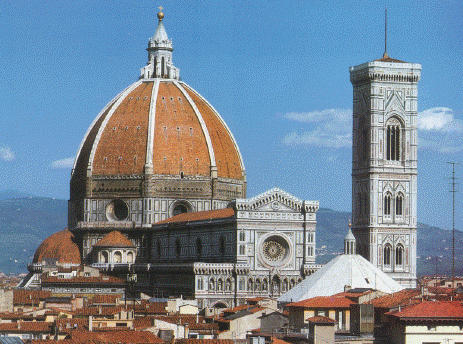
A Catedral de Santa Maria del Fiore, uma das igrejas retratadas no jogo.

Assassin's Creed II começa em 1476 e termina em 1499 com o protagonista Ezio evoluindo através da história para se tornar um assassino melhor. Assassin's Creed II passa-se num mundo aberto com jogabilidade não-linear, permitindo ao jogador vaguear livremente pela cidade comprando armas, equipamentos e medicamentos. Também está disponível uma tintura colorida para mudar a cor da roupa do personagem. Um artigo publicado na Game Informer revelou que Assassin's Creed II dará ao jogador a habilidade de nadar e usar os canais de Veneza como pontos de esconderijo para atrair os guardas à água com o intuito de assassinato. Na E3 2009, foi confirmado pelo diretor criativo que Ezio será capaz de dirigir pequenos barcos. Um jovem Leonardo da Vinci está presente no jogo, auxiliando Ezio na sua jornada por meio de suas máquinas e criando novas armas para Ezio. Em um ponto do jogo, o jogador tem acesso a máquina voadora de Da Vinci, que ele construiu.
A ScrewAttack revelou que existem muitas armas incluídas no jogo como machados, lanças, espadas, adagas, e numerosas outras. Seis armas adicionais podem ser destravadas pelos jogadores que completaram Assassin's Creed: Bloodlines ligando seu PSP ao PS3. Adicionalmente, o jogador pode desarmar oponentes durante uma batalha e usar suas próprias armas contra eles. O jogo apresenta um sistema de combate muito mais sofisticado; o jogador pode usar uma variedade de táticas em diferentes inimigos e - como demonstrado na demo da E3 2009 - agora pode assassinar duas pessoas de uma vez através das lâminas duplas de Ezio. O jogador também é capaz de cometer um assassinato escondido se estiver posicionado corretamente em proximidade com o alvo e se Ezio permanecer anônimo sem ter de selecionar as lâminas duplas. Uma lâmina envenenada é outro update das lâminas escondidas que Ezio conseguirá de Da Vinci.
Os desenvolvedores disseram que enquanto em Assassin's Creed havia cinco ou seis tipos de missões, existirão entre catorze e dezesseis tipos de missões em Assassin's Creed II. Isto faz missões grandes se juntarem. Uma missão pode começar como missão de escolta, se tornar missão de caça, e terminar como missão de assassinato. A estrutura das missões de Assassin's Creed foi descartada, logo não há mais investigações.
O sistema de saúde foi ajustado para se tornar mais dinâmico e participativo, significando que a "sincronização de memória" usada no primeiro jogo apenas serve para carregar a saúde até certo ponto. Ferimentos mais graves requerem uma viagem até os vários médicos, que podem trazer Ezio de volta a saúde completa.
Assim como usar a água como esconderijo, agora o jogador poderá usar partes do cenário ou de multidões como esconderijo (parecida com a mecânica do grupo de clérigos em Assassin's Creed). Como no jogo de 2006 Hitman: Blood Money, haverá um sistema de notoriedade, e o personagem se tornará mais notório conforme Ezio completar mais missões, porém a infâmia de Ezio pode ser diminuída ao arrancar pôsteres de "Procurado" dele, subornando padres que discutem sobre ele para o povo e matando oficiais. Aliás, um sistema de dia e noite foi adicionado ao jogo, dando um senso de passagem de tempo. Algumas missões só poderão ser executadas de dia ou de noite. O jogo apresentará um tipo de sistema econômico que fará possível contratar serviços de personagens não jogáveis. Ezio pode roubar de qualquer um dos personagens. O jogador também pode usar os "codex", encontrados durante o jogo, para atualizar armas e conseguir pontos de saúde extras, através de Leonardo da Vinci.
Além da cidade principal do jogo, o jogador pode acessar localizações escondidas como cavernas e catacumbas, com os conteúdos comparados pelos desenvolvedores aos de Prince of Persia. Explorar essas localizações traz recompensas ao jogador. Também foi dito que o jogador pode jogar dinheiro no chão, o que atrai a atenção de civis próximos, criando distração. Adicionalmente, a visão de águia do primeiro jogo foi melhorada, agora tendo a opção de permanecer em terceira pessoa com a visão ativada, permitindo ao jogador localizar alvos enquanto andam. Além de deixar o jogador governar Monteriggioni, comprando/melhorando prédios para melhorar a renda que você ganha da cidade e lhe oferecendo mais possibilidades de coisas a fazer em Monteriggioni.

### Equipamentos
Durante suas aventuras na Itália, Ezio terá à disposição um arsenal de instrumentos que o auxiliarão em suas missões. Diferentemente do primeiro jogo, o jogador poderá utilizar não só espadas e facas, mas também machados, lanças e adagas, cada uma com suas vantagens (também foram acrescentados novos golpes que chamam muita atenção pela brutalidade e estilo de matar). Além disso, agora Ezio portará duas lâminas escondidas que beneficiam o jogador em combate e em assassinato (é possível matar dois inimigos de uma só vez) e alguns apetrechos bem interessantes: uma lâmina com veneno, a qual causa loucura nos guardas seguida da morte deles (um instrumento bastante útil para distraí-los) e uma pistola de pulso, muito boa para matar alvos à longas distâncias.
Mas Ezio não sairá desprotegido em suas missões porque contará com armaduras especiais compradas em ferreiros (apenas a armadura de Altair é adquirida de modo diferente mas também é a única que muda a cor das roupas de Ezio, para tingir as roupas é necessários ir num alfaiate de quaisquer cidades do jogo). São elas: Leather Armor, Helmschmied Armor, Metal Armor, Missaglias Armor e Armor of Altair.
Fora estes equipamentos temos as facas arremessáveis, bombas de fumaça, remédios, o próprio dinheiro de Ezio que é usado em diversas atividades (até para distrair guardas e pessoas) e as capas que podem ajudar o jogador a transitar nas cidades.

## Enredo

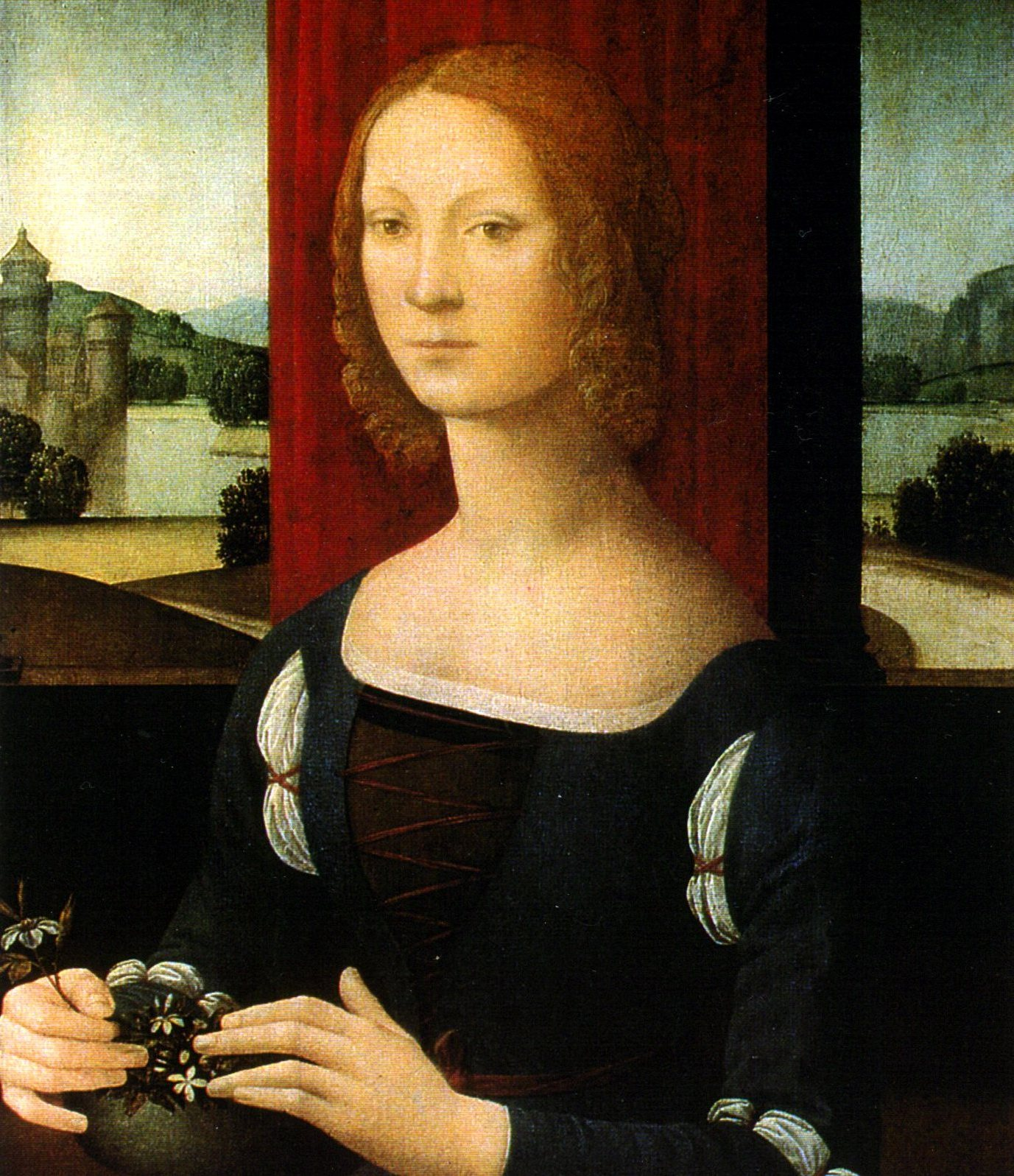
Catarina Sforza é uma personagem real que interage com Ezio.

O jogo começa imediatamente após os eventos de Assassin's Creed. Desmond Miles e uma aspirante a assassina, Lucy Stillman, escapam do laboratório de Abstergo, seguindo para um esconderijo dos assassinos. Desmond descobre que os assassinos, com poucos recursos e dinheiro, estão tendo dificuldades para vencer os templários. Lucy revela que uma equipe dos assassinos, formada por ela e os experientes em tecnologia Rebecca Crane e Shaun Hastings têm trabalhado em um novo dispositivo baseado no modelo original de Animus usado pela Abstergo, o Animus 2.0. Desmond, então, vê as memórias de um novo assassino através da nova máquina.
O jogador assume o papel de um jovem nobre que se tornou assassino, chamado Ezio Auditore da Firenze. O pai de Ezio e seus irmãos, acusados injustamente de trair a cidade de Florença, são executados em praça pública. Ezio também seria executado, porém conseguiu escapar da morte. Ezio então parte junto com sua mãe e sua irmã para a vila dos Auditore em Monteriggioni, onde descobre que o seu pai era secretamente um assassino. Ezio passa a ajudar o seu tio Mario na guerra entre os templários e os assassinos, com o intuito de se vingar dos causadores da morte de sua família.
Depois de matar vários alvos Templários como Uberto Alberti, Vieri de Pazzi e outros, lidar com problemas como Girolamo Savonarola tendo roubado a Maçã do Éden para governar tiranamente Florença, Ezio tinha um alvo restante: Rodrigo Borgia. Usando as páginas de codex, Ezio descobriu um mapa que ajudou ele a saber que Rodrigo estava em Roma, procurando The Vault. Ezio o perseguiu até Roma e teve uma luta corpo-a-corpo contra ele, e Ezio saiu vitorioso, conseguindo encontrar The Vault e recebendo uma mensagem holográfica de Minerva, uma pessoa da Primeira Civilização.
Então, nos dias presentes, o esconderijo dos assassinos foi invadido por Warren Vidic e seus homens, porém Desmond conseguiu matar os homens, enquanto Vidic conseguiu fugir. Com o esconderijo descoberto, os assassinos fugiram para outro esconderijo em Monteriggioni, começando os eventos de Assassin's Creed: Brotherhood.
Como Altair no primeiro jogo, Ezio é um ancestral de Desmond, o barman dos dias modernos que foi capturado pela Abstergo, com o próprio Ezio sendo descendente de Altair (7 gerações separam Ezio de Altair).
O jogo se passa no século XV, na Itália, durante o Renascimento, aproximadamente trezentos anos após o primeiro jogo. Como Assassin's Creed, os personagens baseados em figuras históricas estão presentes no jogo incluindo Leonardo da Vinci, Niccolò Machiavelli, Catarina Sforza, Lorenzo de' Medici, Rodrigo Bórgia e Cesar Bórgia. Ao contrário de Altair, o qual o dedo anelar foi amputado para acomodar o uso de sua lâmina escondida, Ezio tem o seu dedo o qual exibe um anel com o brasão de sua amada. No enredo do jogo existe uma piada interna em que Leonardo da Vinci conserta a mesma lâmina e diz para Ezio que ele deveria amputar o dedo anelar para poder usá-la, Ezio acredita em Leonardo e coloca o dedo em cima de uma mesa para o amputamento, mas Leonardo aproveita para dar um susto em Ezio e diz que com as modificações feitas por ele na lâmina não era mais necessário o usuário fazer aquilo.

## Recepção
Recebeu 90/100 do do agregador de críticas Metacritic, considerado "aclamação universal" pelo críticos. Também está na lista dos maiores jogos de todos os tempos. O jogo foi muito elogiado por causa de seu enredo, missões diversas e interessantes, gráficos bons para a época e o protagonista, Ezio Auditore da Firenze, que não é só considerado o melhor protagonista da franquia, mas também um dos maiores protagonistas de jogos de todos os tempos.